# Ixamatus webbae
Espèce
Ixamatus webbae est une espèce d'araignées mygalomorphes de la famille des Microstigmatidae.

## Distribution
Cette espèce est endémique d'Australie. Elles se rencontrent dans le Sud-Est du Queensland et dans le Nord-Est de la Nouvelle-Galles du Sud sur le plateau Lamington,.

## Description
La carapace du mâle holotype mesure 7,15 mm de long sur 6,25 mm et l'abdomen 7,95 mm de long sur 4,95 mm et la carapace de la femelle paratype mesure 5,94 mm de long sur 5,50 mm et l'abdomen 8,40 mm de long sur 6,00 mm.

## Étymologie
Cette espèce est nommée en l'honneur de Patricia Webb.

## Publication originale
- Raven, 1982 : Systematics of the Australian mygalomorph spider genus Ixamatus Simon (Diplurinae: Dipluridae: Chelicerata). Australian Journal of Zoology, vol. 30, no 6, p. 1035-1067.